# Corda Fratres

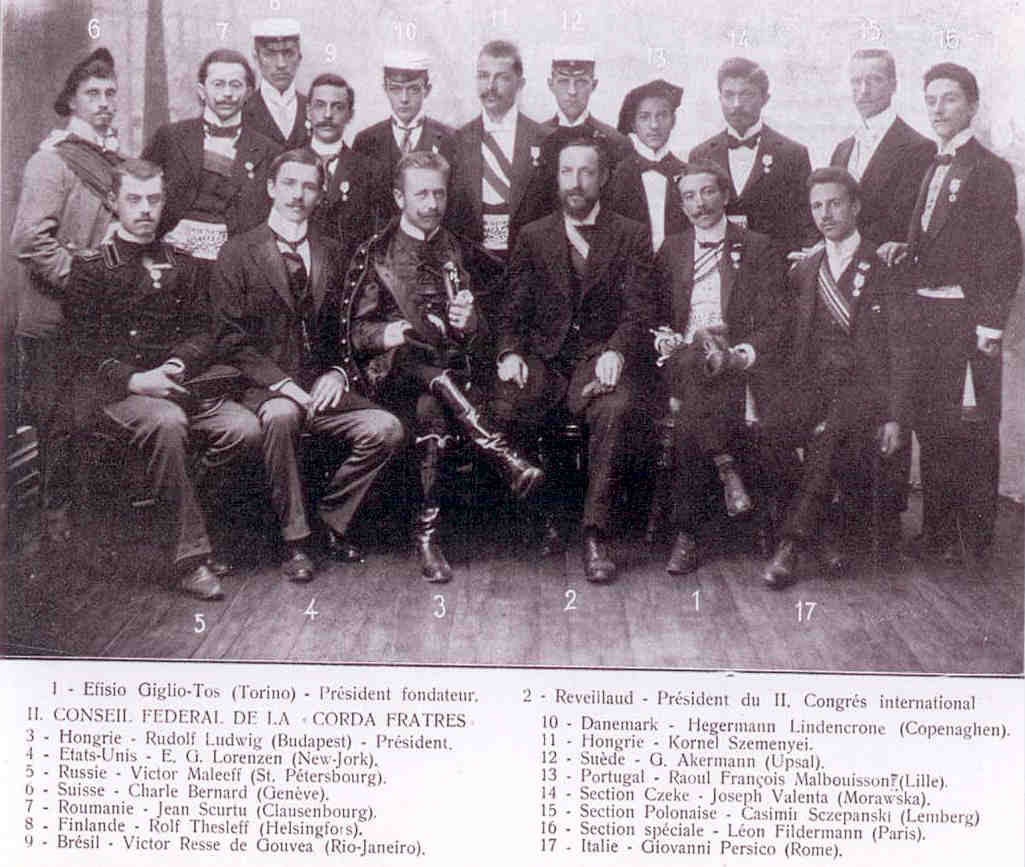
Il Consiglio federale riunito a Parigi nel 1900

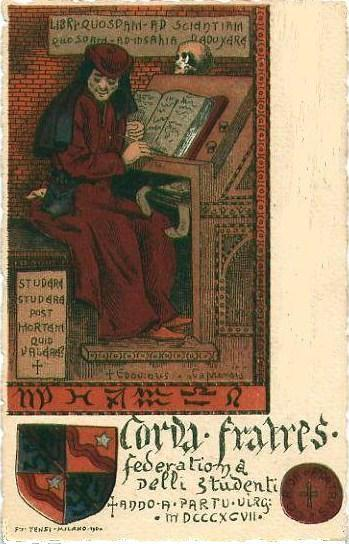
La prima cartolina postale dell'associazione, nel 1897

La Fédération internationale des étudiants (Federazione internazionale degli studenti), meglio nota come Corda Fratres, è stata un'organizzazione studentesca internazionale nata a Torino nel 1898 come federazione internazionale di studenti. Fu fondata dall'eporediese Efisio Giglio-Tos, già presidente dell'Associazione Universitaria Torinese e ispiratore della Società Estudiantina Canavesana, da cui nel 1924 nacque l'Associazione Universitaria Canavesana di Ivrea (TO) . Tra i soci e i presidenti che si sono succeduti si annoverano nomi illustri come Angelo Fortunato Formiggini, Giovanni Pascoli, Guglielmo Marconi, Gabriele D'Annunzio.
La sua storia naufragò durante il ventennio fascista, quando subì l'ostilità dell'attivismo dei GUF, i Gruppi Universitari Fascisti, che su questo particolare terreno si trovarono in consonanza di fini, anche se non di mezzi, con la FUCI, la Federazione universitaria dei cattolici italiani.

## Ideali associativi
Alla base dell'idea della federazione c'era l'universale ideale di pace, fratellanza, e solidarietà tra i popoli, in particolare tra gli studenti di tutte le nazioni; dei circa ventimila studenti universitari italiani dell'epoca, circa un terzo divennero membri della federazione.
La vocazione internazionale si concretizzava nella volontà di trasferire a un livello sovranazionale i vincoli associativi di fratellanza che le nationes delle Università medievali incarnavano e rinsaldavano tra studenti di una stessa provenienza etnico-geografica.

## Storia

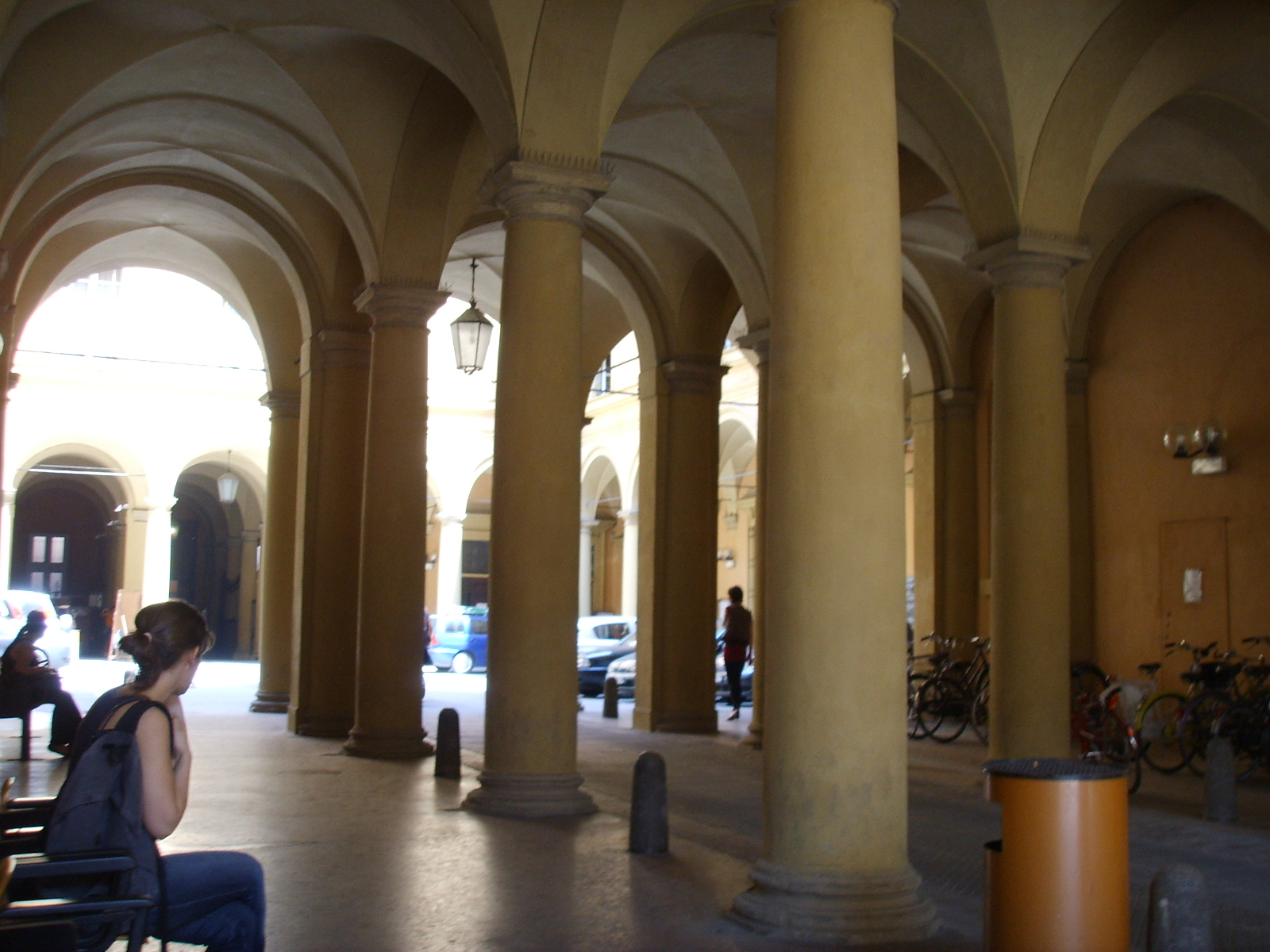
L'università di Bologna, dove nacque, nel 1888, il movimento all'origine della Corda Fratres nel 1898.

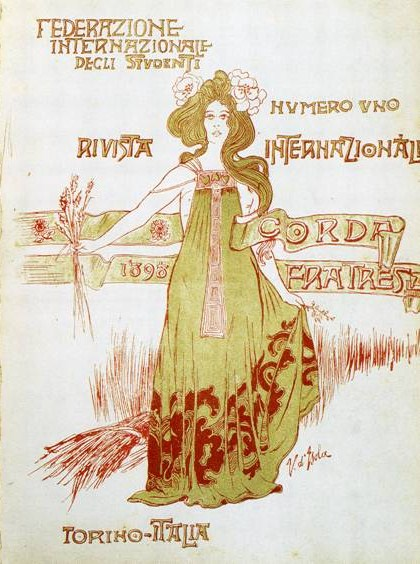
Il primo numero della Rivista internazionale

All'origine della Corda Fratres stanno due eventi. Il primo di essi, avvenuto a Bologna, nel 1888, fu il Congresso Nazionale ed Internazionale degli Studenti Universitari organizzato, sotto l'egida del poeta Giosuè Carducci, come una grande festa internazionale per celebrare l'occasione dell'ottavo centenario della fondazione dell'università. In quell'occasione, si riuniscono a Bologna numerose personalità, tra i quali il re d'Italia Umberto I di Savoia, la regina Margherita, il principe ereditario Vittorio Emanuele III. L'evento suscita l'interesse della stampa internazionale: in Francia, ad esempio, Le Figaro copre l'evento con un suo inviato speciale a Bologna. Se ne occupa anche Le Petit Journal, soprattutto con riguardo alla festa organizzata a Parigi per accogliere il ritorno in patria della delegazione studentesca dell'università parigina.
L'istituzione formale della Corda Fratres, il cui nome ufficiale era Fédération internationale des étudiants (Federazione internazionale degli studenti), avvenne 10 anni dopo a Torino, nel 1898, con statuto di federazione internazionale studentesca.
Fondatore, e primo presidente, fu l'eporediese Efisio Giglio-Tos, già presidente dell'Associazione Universitaria Torinese. La costituzione federale fu sostenuta dal Re e da diversi Ministri del governo del Regno d'Italia.
In quello stesso frangente fu adottato anche l'inno ufficiale, Corda Fratres, un carme alcaico composto in latino da Giovanni Pascoli il 21 novembre 1898.
Iniziato a Torino, il processo di fondazione si concluse a Roma, dove i soci fondatori si trasferirono per la proclamazione ufficiale del 24 novembre. Di fatto, la proclamazione ebbe luogo il giorno seguente, un venerdì, alle ore 17:00: la cerimonia si tenne ai piedi della colonna di Foca nel Foro romano, luogo scelto da Efisio Giglio-Tos per il valore simbolico, data la tradizione che lo collegava alla posa della prima pietra nella Fondazione della Città eterna.
Di notevole rilievo sono alcuni dei nomi di suoi esponenti, tra i quali si contano personalità di spicco come Angelo Fortunato Formiggini, Giovanni Pascoli, Guglielmo Marconi, Gabriele D'Annunzio.

### Rapporti con la massoneria
Significativi furono anche i rapporti con il Grande Oriente d'Italia, che, nel più stretto riserbo, tentò di esercitare una forma di "noyautage" sull'associazione. Questo rapporto, definito da Aldo Alessandro Mola come "intersezione", non va considerato, tuttavia, come organico: lo stesso Aldo Mola avverte di non spingersi troppo oltre quando sottolinea l'assenza di qualsiasi elemento "per asserire che la Federazione internazionale sia sorta quale progetto della massoneria universale né quale parte specifica di un disegno della massoneria italiana. Lo stesso vale per la sezione italiana". L'attrazione e l'interesse della massoneria italiana derivavano dalla consonanza con i valori propugnati dalla Corda Fratres, come, ad esempio, la fratellanza universale, o l'agire su comuni orizzonti culturali: laicità dello Stato, libertà di scienza, cultura, educazione, ecc.
Questo nesso con la massoneria si allentò drasticamente quando si lasciò che venisse allo scoperto, forse nell'illusione di poter trarre vantaggio da una visibilità del rapporto. In ogni caso, l'infiltrazione e il "noyautage" produssero, in definitiva, esiti scarsissimi.
Va sottolineata, comunque, la cautela adottata fin dalle origini da Efisio Giglio-Tos, che aveva provveduto a "blindare" in origine l'organigramma dell'Internazionale studenti con apposita norma regolamentare, in modo da metterla al riparo da influenze, infiltrazioni, e "scalate" esterne: infatti, un codicillo del regolamento associativo manteneva in vigore il Consiglio federale insediatosi con l'atto di fondazione e perpetuava la stessa carica di direttore nella persona di Giglio-Tos.

### Crisi degli ideali universalistici nella temperie storica della Grande guerra
L'alta dimensione utopica dei valori universali propugnati e perseguiti dalla Corda Fratres sarebbe stata messa a dura prova dallo scontro con la cruda realtà dei fatti della politica internazionale. L'illusoria fattibilità degli ideali propugnati sarebbe andata a infrangersi contro la realtà politica dei decenni successivi, travolta dagli sconquassi e dai cruenti rivolgimenti di un grande conflitto mondiale, quando ogni "sogno di fratellanza universale [...] s'infranse nelle trincee della prima grande guerra europea". Tuttavia, seppure infranti, gli ideali di pace universale e fraternità tra popoli e nazioni si sarebbero rivelati anticipatori di temi e movimenti politici ancora molto in là da venire, che avrebbero iniziato a dispiegare i loro effetti nelle organizzazioni sovranazionali e multilaterali delineatesi solo dopo la seconda guerra mondiale.

### L'epilogo nel primo dopoguerra
La storia dell'associazione terminò nel primo dopoguerra. L'organizzazione, infatti, fu soppressa quando l'avvento del regime fascista determinò l'affermazione, quale associazione studentesca egemonica, del Gruppo Universitario Fascista (GUF), emanazione del Partito Nazionale Fascista. L'ostilità dei gruppi fascisti nei confronti della Corda Fratres andò a saldarsi, in una singolare convergenza di interessi e intenti (anche se non di metodi e mezzi), con l'atteggiamento della Federazione Universitaria Cattolica Italiana (FUCI), l'avversione di quest'ultima essendo motivata dalla considerazione dei cordafratrini quali animatori di un'organizzazione di natura settaria e di prossimità liberomuratoriana, ragioni sufficienti a giustificare il "combattere, per quanto cattolicamente, goliardicamente, fucinamente è permesso, l'opera della settaria Corda Fratres, emanazione prettamente massonica"

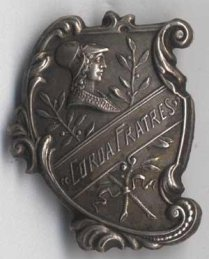
Distintivo, con protome di Minerva con elmo e cotta di maglia, tra fronde d'ulivo

## Organizzazione
La federazione internazionale era radicata in molti paesi del mondo, dall'Europa all'America centrale e America Latina: nel periodo 1900-1906 si annoverano sezioni nazionali erano istituite in Francia, Regno Unito, Belgio, Olanda, Bulgaria, Ungheria, Romania, Svizzera, Argentina, El Salvador, Venezuela. In ciascuna nazione, poi, esistevano ulteriori articolazioni interne in "consolati" locali: in Italia, ad esempio, i più importanti consolati erano a Torino, Roma, Padova, Genova, Messina, Catania, e Napoli, città in cui fu stabilita la sede nazionale.

## Inno ufficiale
L'associazione disponeva di un proprio inno in latino, il carme alcaico Corda Fratres, composto nel 1898 a Messina da Giovanni Pascoli, allora professore di latino nell'università cittadina, pubblicato il 20 febbraio 1902 sulla «Rivista Internazionale», periodico ufficiale dell'associazione. L'inno non fu mai messo in musica, nonostante gli intenti di Pietro Mascagni che si era proposto di comporne la parte musicale.
I versi del carme furono anche tradotti in italiano, dallo stesso Pascoli, in un testo ritrovato da Adolfo Gandiglio tra le carte relitte del poeta.